# Marcos Assunção
Marcos Santos Assunção (Caieiras, estado de São Paulo, 25 de julio de 1976) es un exfutbolista internacional brasileño nacionalizado español en 2006 que jugaba de mediocampista y destacaba por su potente disparo y su lanzamientos de falta. Su periodo más destacado fue en la Roma con la que obtuvo el scudetto en 2001 y en el Real Betis con el que ganó la Copa del Rey en 2005. Su último club fue la Portuguesa del Campeonato Brasileño de Serie A.

## Trayectoria

### Inicios
Comenzó en Brasil en 1993 jugando para el Rio Branco. Con 20 años fichó por el Santos Futebol Clube, donde en su primera temporada jugó 19 partidos y marcó 2 goles. En 1998 pasó al Clube de Regatas do Flamengo, donde juega 21 partidos y consiguió 5 goles. Tras su vuelta al Santos FC y una excelente temporada, fue cuando dio el salto a Europa de la mano de la Associazione Sportiva Roma, donde jugó 3 temporadas y ganó la Serie A italiana, disputando un total de 55 partidos en liga (9 goles), 7 de Copa de Italia y 19 de UEFA Champions League (1 gol).

### Real Betis
En el año 2002 se convirtió en el fichaje estrella del Real Betis Balompié, con un coste de 6 millones de €. 
Debutó el 1 de septiembre de 2002, en la primera jornada, contra el Real Club Deportivo de La Coruña, donde marcó un gol a pase de Denilson y estrelló 3 balones contra el palo en sendos lanzamientos de falta directa. Posteriormente, como el resto del equipo, fue bajando sus prestaciones debido al cansancio físico de los partidos de la Copa de la UEFA. 
En la temporada siguiente (2003/04), la última con Víctor Fernández en el banquillo, si bien mejoró sus prestaciones (marcó 7 goles) empeoró en la elaboración.[cita requerida]
La temporada 2004-05 fue excelente para él, marcó 11 goles, fue el mejor lanzador de faltas del mundo. El 11 de junio de 2005 se proclamó campeón de la Copa del Rey de Fútbol frente al Club Atlético Osasuna y se clasificó para la UEFA Champions League. En la segunda vuelta de esta temporada mejoró notablemente, marcó 9 goles y se destapó como uno de los mejores lanzadores de faltas del campeonato (usaba la técnica de la "Folha Seca" o lanzamiento potente que baja bruscamente al llegar a portería).
Justo antes de comenzar la temporada 2007/08 rescindió su contrato con el Real Betis Balompié debido a la falta de confianza del entrenador, Héctor Cúper. Su contrato con el club bético finalizaba en junio de 2008 (con 31 años), pero decidió rescindirlo y marchase al Al-Ahli de Dubái.

### Emiratos Árabes
Tras una temporada en el Al-Ahli de la Liga de los EAU, donde disputó 12 encuentros y anotó un gol, fichó, al año siguiente, por el Al Shabab también de Dubái. Al término de la temporada y tras ser uno de los futbolistas más destacados del equipo (3 goles en 21 partidos) decidió regresar a Brasil.

### Brasil
Así, en 2009 fichó por el Grêmio Prudente (antes conocido como Grêmio Barueri) de la Serie B, pero a los pocos meses recibe una oferta y se marchó al Sociedade Esportiva Palmeiras de la Serie A. Allí disfrutó de un excelente año de juego, marcando 15 goles, 12 de ellos de golpeo de falta. Al año siguiente ganó la Copa de Brasil frente al Coritiba FC.
En 2013, ya con 36 años, llegó a un acuerdo para fichar por el Santos FC en el que militaban futbolistas como Neymar y que era el vigente campeón del Campeonato Paulista.
En enero de 2014, Assunção fichó por el joined Figueirense FC de la ciudad catarinense de Florianópolis, después de que su contrato con el Santos expirase. Sin embargo, en abril, después de 2 partidos, rescindió su contrato, y en junio fichó por la Associação Portuguesa de Desportos.

### Retirada
Después de dos temporadas con la Portuguesa y luego de jugar 20 años al fútbol profesional a la edad de 40 años se retiró del fútbol profesional.

## Selección nacional
Debutó con la selección de fútbol de Brasil en 1998 frente a El Salvador, y anotó su único gol como internacional frente a Rusia el 18 de noviembre de ese mismo año. Desde entonces ha sido internacional en 11 ocasiones, pero una derrota ante Chile (0-3) en la clasificación para el Mundial de 2002, supuso su última llamada para la "canarinha", que por aquel entonces entrenaba Vanderlei Luxemburgo.
Con la selección brasileña ha sido campeón de la Copa América y subcampeón de la Copa Confederaciones.

## Clubes
| Club            | País            | Año       | Partidos | Goles |
| --------------- | --------------- | --------- | -------- | ----- |
| Rio Branco EC   | Brasil          | 1993-1995 | 36       | 7     |
| Santos FC       | Brasil          | 1996-1998 | 33       | 3     |
| CR Flamengo     | Brasil          | 1998      | 42       | 7     |
| Santos FC       | Brasil          | 1999      | 78       | 21    |
| AS Roma         | Italia          | 1999-2002 | 55       | 9     |
| Real Betis      | España          | 2002-2007 | 143      | 29    |
| Al-Ahli FC      | Emiratos Árabes | 2007-2008 | 12       | 1     |
| Al Shabab FC    | Emiratos Árabes | 2008-2009 | 21       | 3     |
| Grêmio Prudente | Brasil          | 2010      | 19       | 5     |
| SE Palmeiras    | Brasil          | 2010-2012 | 78       | 16    |
| Santos FC       | Brasil          | 2013      | 4        | 0     |
| Figueirense FC  | Brasil          | 2014      | 2        | 0     |
| La Portuguesa   | Brasil          | 2014      | 6        | 0     |

Actualización 31 de diciembre de 2014.

## Palmarés

### Campeonatos nacionales
| Título                 | Club       | País            | Año  |
| ---------------------- | ---------- | --------------- | ---- |
| Torneo Río-São Paulo   | Santos     | Brasil          | 1997 |
| Copa Conmebol          | Santos     | Brasil          | 1998 |
| Serie A                | Roma       | Italia          | 2001 |
| Supercopa de Italia    | Roma       | Italia          | 2001 |
| Copa del Rey           | Real Betis | España          | 2005 |
| Copa Presidente de EAU | Al-Ahli    | Emiratos Árabes | 2008 |
| Copa de Brasil         | Palmeiras  | Brasil          | 2012 |